# 21467 Розенштайн
21467 Розенштайн (21467 Rosenstein) — астероїд головного поясу, відкритий 21 квітня 1998 року.
Тіссеранів параметр щодо Юпітера — 3,510.